# Джин Ахтимічук
Джин Ахтимічук (англ. Gene Achtymichuk; 7 вересня 1932, Ламонт — 28 червня 2024) — канадський хокеїст, що грав на позиції центрального нападника.

## Ігрова кар'єра
Професійну хокейну кар'єру розпочав 1951 року.
Протягом професійної клубної ігрової кар'єри, що тривала 20 років, захищав кольори команд «Монреаль Канадієнс» та «Детройт Ред-Вінгс».

## Статистика
| Сезон        | Клуб                 | Ліга         | Регулярний сезон | Регулярний сезон | Регулярний сезон | Регулярний сезон | Регулярний сезон | Плей-оф | Плей-оф | Плей-оф | Плей-оф | Плей-оф |
| Сезон        | Клуб                 | Ліга         | І                | Г                | П                | О                | ШХ               | І       | Г       | П       | О       | ШХ      |
| ------------ | -------------------- | ------------ | ---------------- | ---------------- | ---------------- | ---------------- | ---------------- | ------- | ------- | ------- | ------- | ------- |
| 1951–52      | «Монреаль Канадієнс» | НХЛ          | 1                | 0                | 0                | 0                | 0                | —       | —       | —       | —       | —       |
| 1956–57      | «Монреаль Канадієнс» | НХЛ          | 3                | 0                | 0                | 0                | 0                | —       | —       | —       | —       | —       |
| 1957–58      | «Монреаль Канадієнс» | НХЛ          | 16               | 3                | 5                | 8                | 2                | —       | —       | —       | —       | —       |
| 1958–59      | «Детройт Ред-Вінгс»  | НХЛ          | 12               | 0                | 0                | 0                | 0                | —       | —       | —       | —       | —       |
| Усього в НХЛ | Усього в НХЛ         | Усього в НХЛ | 32               | 3                | 5                | 8                | 2                | —       | —       | —       | —       | —       |